# Cyborg
Pour les articles homonymes, voir Cyborg (homonymie).
Ne doit pas être confondu avec Androïde.

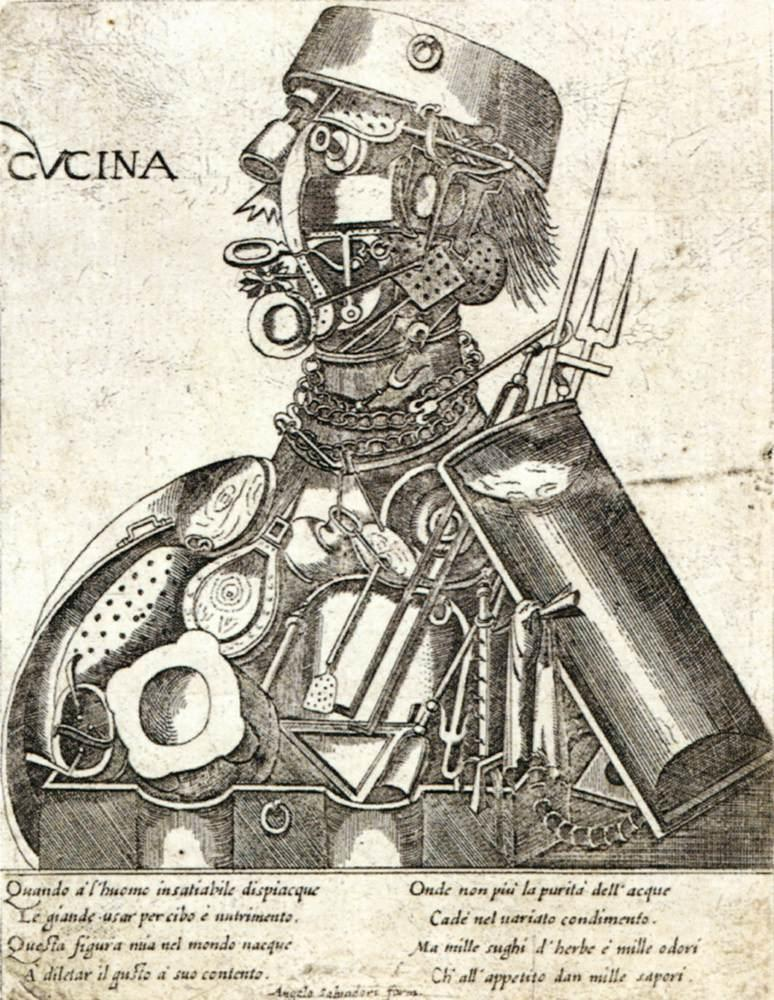
Humani Victus Instrumenta: Ars Coquinaria. Artiste italien inconnu, gravure sur cuivre (1569).

Un cyborg (de l'anglais « cybernetic organism », traduisible par « organisme cybernétique ») est un être humain — ou à la rigueur un autre être vivant intelligent, en science-fiction — qui a reçu des greffes de parties mécaniques ou électroniques.
Le terme s'emploie surtout en science-fiction ou en futurologie ; aujourd'hui, utiliser le terme, notamment pour des personnes ayant reçu des prothèses, peut être perçu comme de mauvais goût par les intéressés.

## Étymologie et utilisation du terme
« Cyborg » est un mot d'origine anglaise, contraction de « cybernetic organism » (organisme cybernétique).
Le terme « cyborg » a été popularisé par Manfred Clynes (en) et Nathan S. Kline en 1960 lorsqu'ils se référaient au concept d'un humain « amélioré » qui pourrait survivre dans des environnements extraterrestres. Ce concept est le résultat d'une réflexion sur la nécessité d'une relation intime entre l'humain et la machine, à l'heure des débuts de l'exploration spatiale.
Le mot « cyborg » est devenu d'emploi courant. Cependant, son sens a largement dévié depuis. Dans le film Terminator, il est employé pour désigner un robot, non seulement à l'apparence humaine, mais dont l'enveloppe extérieure est faite de tissus organiques de synthèse (à l'origine faite pour soigner les blessures humaines). Depuis, il est devenu un abus de langage fréquent d'utiliser « cyborg » au lieu de « robot humanoïde ».

## Principe et origine
La cybernétique étant l'étude exclusive des échanges, un organisme pourrait être qualifié de cybernétique dès lors qu'il effectue un échange efficace pour une tâche donnée, mais le terme cyborg sous-entend en plus qu'il ne s'agit pas (uniquement) d'un organisme naturel.
La cybernétique est un principe scientifique formalisé par Norbert Wiener en 1948. En 1950, il utilise lui-même la métaphore d'un robot communiquant comme un humain pour dissocier le principe d'échange efficace des éléments communicants. La même année, Isaac Asimov publie I, Robot et pose les principes de base de l'échange évolué robot/humain en science-fiction ; il n'est alors pas question de mélange au sein d'un même organisme.
La « cyborgologie » est maintenant un domaine enseigné dans de nombreuses universités. En 1964, l'université de Melbourne a attribué à Manfred Clynes le diplôme de « D.Sc » (docteur en science).
La notion ajoute donc une charge émotive, déviant sensiblement du sens initial d'échange pour aller vers celui plus inquiétant de substitution (où la machine envahit l'humain plus qu'elle n'échange avec lui).

## Représentation
Le cyborg est la fusion de l'être organique et de la machine. Tout d'abord créature de science-fiction, le cyborg serait, selon certains, d'ores et déjà une réalité. Une personne ayant un stimulateur cardiaque ou une hanche artificielle, par exemple, peut déjà correspondre à cette définition. On peut également qualifier de cyborg quelqu'un qui a une puce électronique cérébrale, également nommée :
- Brain Chip, « Puce cérébrale » en français.
- Brain implant, « Implant cérébral » en français.
- « Pacemaker cérébral », terme plus spécifique employé pour désigner des puces à fonction médicale soignante.

Ces puces électroniques cérébrales sont capables de surveiller et contrôler différentes fonctions du corps humain, en agissant tant sur la motricité que sur les émotions et l'humeur. Le médecin José Delgado, ancien chercheur à l'université Yale, fut un des principaux précurseurs dans la conception de cyborgs. Dans les années 1950 et 1960, il fit des essais sur des animaux et des humains, à qui il implanta des puces électroniques cérébrales contrôlées à distance. En 1966, Delgado affirma que ses travaux « amènent à la conclusion déplaisante que les mouvements, les émotions, et l'humeur, peuvent être contrôlés par des signaux électriques et que les humains peuvent être contrôlés comme des robots en appuyant sur des boutons ». Ses travaux eurent une portée internationale et lui valurent un article dans le New York Times.

## Le cyborg en philosophie
La philosophe et biologiste américaine Donna Haraway a proposé une réflexion sur le monde contemporain en s'inspirant du concept de cyborg. Dans son Manifeste Cyborg, elle propose une épistémologie située, (central dans le féminisme matérialiste anglo-saxon) en s'appuyant sur la figure du cyborg qui défait les frontières entre fictions sociales et récits sociaux. Ce cyborg est le sujet d'un féminisme qui « blasphème des frontières », remettant en question la femme comme sujet du féminisme. En effet, Teresa de Lauretis décrit une « rupture constitutive du sujet du féminisme » due au fait que le sujet du féminisme serait le cyborg d'Haraway, et non « LA femme », construction sociale fragilisée par ce dépassement des frontières.
Cette rupture entraîne un déplacement d'un savoir féministe hégémonique hétérocolonial et universitaire vers une multiplicité de savoirs situés partant, selon Paul B. Preciado, des frontières, des marges que sont par exemple les féminismes noir, chicano, lesbien et trans, ou les travailleuses du sexe. Toujours selon Preciado, la connaissance située soutenue par Haraway n'est pas un dépassement de la tension entre constructivisme (Bruno Latour) et empirisme féministe (Sandra Harding), mais leur contamination mutuelle, par un « savoir-vampire ». Il cite ainsi des « figures liminaires » similaires au cyborg : virus et FemaleMan d'Haraway, sujet nomade de Rosi Braidotti, drag de Judith Butler, entre autres. Chez Preciado, cette figure est le vampire.

Selon Haraway, le cyborg est autant une utopie qui produit la connaissance située, qu'une réalité que chaque être humain est déjà : 

« Nous sommes des chimères, des hybrides, des cyborgs, image condensée de l'imagination et de la réalité. »

## Dans la culture populaire

### Quelques livres
- Qui ?, d'Algis Budrys
- Le Dernier de son espèce, d'Andreas Eschbach
- Le Vaisseau qui chantait, d'Anne McCaffrey
- Homme-plus, de Frederik Pohl
- Les Yeux d'Heisenberg, de Frank Herbert
- Cyborg, de Martin Caidin (à la base de L'Homme qui valait trois milliards)
- Jours de Sang, de Xavier Delgado
- Species Technica de Gilbert Hottois
- Donna Haraway, Manifeste cyborg et autres essais. Sciences - Fictions - Féminismes, Anthologie établie par Laurence Allard, Delphine Gardey et Nathalie Magnan. Éditions Exils, 2007.
- Les sondeurs vivent en vain (Scanners Live in Vain - 1950), de Cordwainer Smith, in Tu seras un autre - Pocket coll. Science-fiction no  5265, 1987
- Les Chroniques lunaires, cycle de Marissa Meyer, 2012-2016

### Quelques films
- Mondwest, film de Michael Crichton, 1973 ; puis sa suite Les Rescapés du futur (Futureworld, 1976)
- Le général Grievous, Dark Vador, Luke Skywalker et Lobot dans la saga Star Wars
- Terminator (l'utilisation du terme y est contestée, voir plus haut) (1984)
- Atomic Cyborg, film de série B (1986)
- RoboCop (1987)
- Tetsuo, film de Shin'ya Tsukamoto (1989), et ses suites : Tetsuo II: Body Hammer (1992) et Tetsuo III: The Bullet Man (2009)
- Cyborg, avec Jean-Claude Van Damme (1989)
- Le Guerrier d'acier, avec Mario Van Peebles (1996)
- Future War, film d'Anthony Doublin (1997)
- L'homme bicentenaire, film de Chris Columbus (1999)
- I, Robot, avec Will Smith (dont le personnage a reçu la greffe d'un bras, d'une épaule et de plusieurs côtes mécaniques) (2004)
- Immortel, film de Enki Bilal (2004)
- Je suis un cyborg (de Park Chan-wook) (2006)
- Repo Men, film de Miguel Sapochnik (2010)
- Alita: Battle Angel, film de Robert Rodriguez (2019)

### Liste de cyborgs, robots, androïdes et Intelligences artificielle dans la fiction

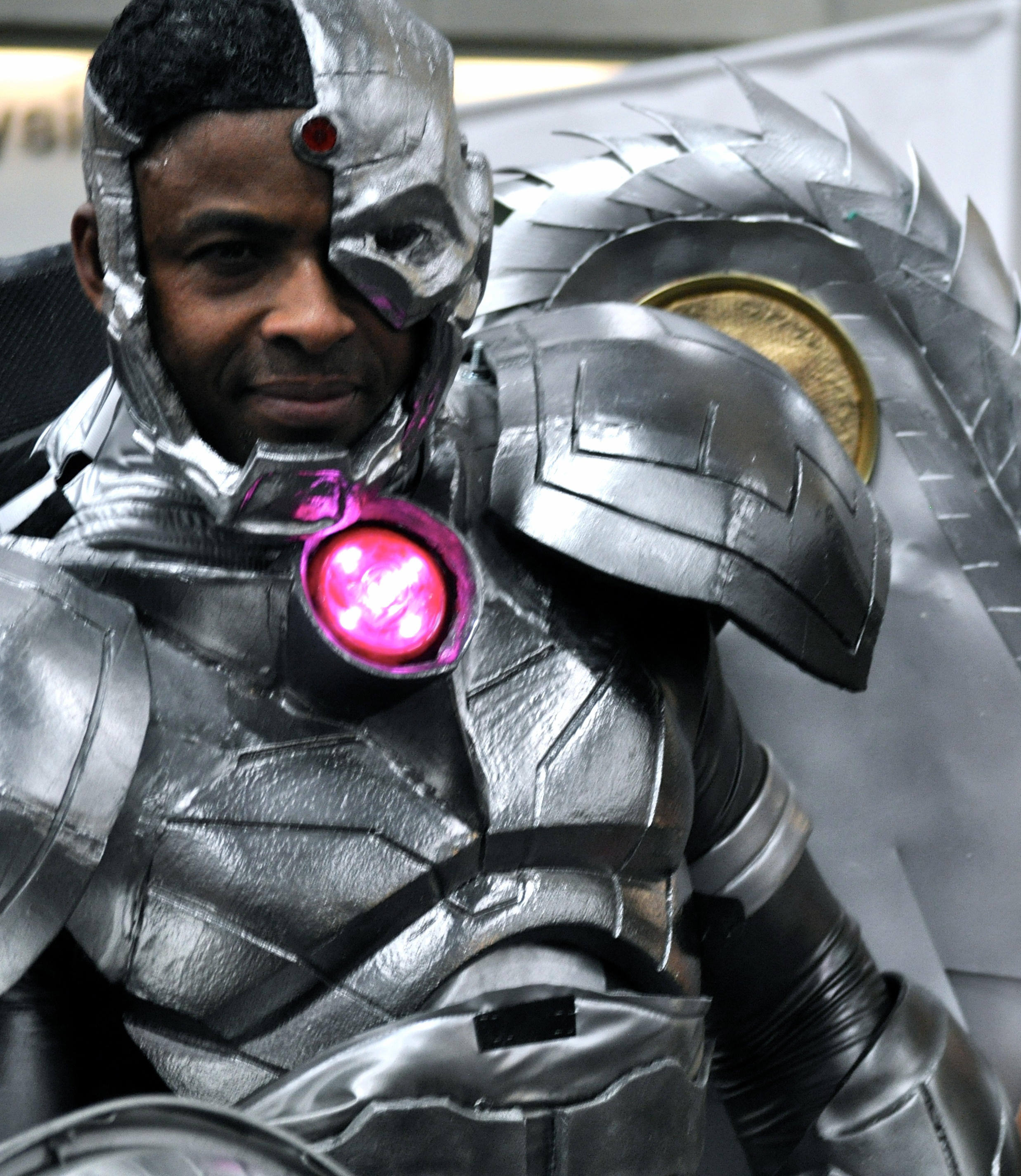
Cosplay du super-héros Cyborg.

- Le super-héros Cyborg évoluant dans les comic books de DC Comics.
- Steve Austin, de la série télévisée L'Homme qui valait trois milliards
- Jaimie Sommers, de la série télévisée Super Jaimie
- RoboCop, du film RoboCop
- le robot T-800, du film Terminator
- Judge Dredd, du film Judge Dredd
- Bloodshot, du film Bloodshot
- Les réplicants, du film Blade Runner
- John Anderton, du film Minority Report
- Pearl Prophet, du film Cyborg
- Casella « Cash » Reese, du film Glass Shadow
- Johnny Mnemonic, du film Johnny Mnemonic
- Tank Girl, du film Tank Girl
- John Preston, du film Equilibrium
- TRON, du film Tron
- le major Motoko Kusanagi et Batou, du film Ghost in the Shell
- Alita, du film Alita: Battle Angel
- Ava, du film Ex machina
- Ava, du film The Machine
- Eva, du film Eva
- Morgane, du film Morgane
- Grey, Trace du film Upgrade
- Lucy, du film Lucy
- Will Caster, du film Transcendance
- Toorop, du film Babylon A.D.
- Johnny 5, du film Appelez-moi Johnny 5
- Chappie, du film Chappie
- le robot NS5 Sonny, du film I, Robot
- HAL 9000 du film 2001, l'Odyssée de l'espace
- L'Homme bicentenaire, du film L'Homme bicentenaire
- John Silver, dans La Planète au trésor : Un nouvel univers

### Quelques séries télévisées
- L'Homme qui valait trois milliards (créé par Kenneth Johnson, première diffusion en 1974)
- Super Jaimie et son remake Bionic Woman
- Les Borgs sont une espèce récurrente de cyborgs de l'univers de Star Trek
- Jake, héros de Jake 2.0, peut aussi être considéré comme un cyborg
- Terminator : Les Chroniques de Sarah Connor (série dérivée de l'univers Terminator)
- Dans Doctor Who, les Cybermen sont une espèce devenue totalement mécanique et dépourvue d'émotions.
- Dans Battlestar Galactica (série télévisée) les Cylons de type Centurion sont une forme de cyborg
- Dans Real Humans : 100 % humain (série télévisée suédoise)
- Cyborg, personnage de l'univers DC comics

### Quelques vidéoclips
- I Wanna Go, de Britney Spears
- Yoü and I , de Lady Gaga

### Quelques bandes dessinées et films d'animation
- Dragon Ball (manga d'Akira Toriyama)
- Eightman (inspiration pour Robocop)
- Ghost in the shell (manga de Masamune Shirow) La série est ensuite devenue une franchise médiatique composée de quatre films d'animation, trois séries d'animation, différents jeux vidéo et d'une adaptation en prise de vues réelle avec Scarlett Johansson dans le rôle du major Kusanagi.
- Gunnm et Gunnm Last Order (manga de Yukito Kishiro, début de parution 1991, adapté en animation)
- Cyber City Oedo 808, série animée en 3 épisodes des années 1990
- Armitage III, film d'animation des années 1990
- Black Bullet, série animée de 2014
- AD Police, mini-série animée
- La Caste des Méta-Barons, bande dessinée de Gimenez et Jodorowsky
- Appleseed
- One Piece (manga d'Eiichiro Oda)
- La Planète au trésor, un nouvel univers (Treasure Planet) (dessin animés Disney)
- Fullmetal Alchemist (manga d'Hiromu Arakawa)
- Cyborg 009 (Shotaro Ishinomori)
- Inspecteur Gadget
- One Punch Man

### Quelques jeux vidéo
- Dans l'univers Tibérium de la série de jeux vidéo Command & Conquer, des cyborgs sont utilisés par la Confrérie du Nod dès les environs de 2030. Ils ne seront plus utilisés ensuite, et ce jusqu'en 2057 et l'achèvement du programme Marqués de Kane.
- L'univers de Mortal Kombat comporte des cyborgs, comme Cyrax (MK9 et MKx), Kano, Sektor (MK9 et MKx), Jax, Cyber Smoke (MKx) et cyber Sub Zero (MK9 et MKx).
- La série de jeux vidéo Tekken compte parmi ses personnages Bryan Fury, un homme qui a remplacé ses os par du flexacier à la suite d'une fusillade, puis d'un combat.
- Ishi Sato, l’un des personnages principaux du jeu Bulletstorm, devient un cyborg.
- Dans la série des Deus Ex, JC Denton et Alex D, les personnages principaux des premier et second épisode, sont des cyborgs que l'on pourrait qualifier comme étant de deuxième génération, car ayant été les premiers à être modifiés nano-technologiquement, par opposition à ceux de la première, sur qui furent implantées chirurgicalement des modifications mécaniques dites classiques. Adam Jensen, héros de Deus Ex: Human Revolution, le troisième opus, est quant à lui vraisemblablement un cyborg de première génération, son aventure débutant une vingtaine d’années avant celles relatées dans le premier épisode.
- Le jeu Project Snowblind de Crystal Dynamics a pour héros Nathan Frost, un soldat qui grièvement blessé au combat, se fait remettre en état à l'aide d'une nanotechnologie expérimentale le transformant en cyborg.
- Les Bionic Commando de CAPCOM présentent toujours un héros munis d'un bras bionique faisant de lui un cyborg.
- Raiden de Metal Gear Solid devient un cyborg avancé, mais comme la plupart des soldats, y compris Solid Snake, intègrent dans leurs organisme un système complexe de nano-machines, on peut dire qu'il ne fait pas vraiment exception.
- Dans DC Universe Online, le joueur peut choisir d'être un cyborg, mais il existe un personnage de DC Comics, dans Teen Titans, nommé Cyborg.
- Dans Mass Effect 2, Shepard est ressuscité(e) via le Programme Lazare et possède depuis lors de nombreuses prothèses et implants cybernétiques bien qu'elle n'ont uniquement qu'un but « reconstructif » et n'apporte pas d'augmentation de capacité physique ou mentale
- Dans Far Cry 3: Blood Dragon, la Terre est peuplée de cyborgs à la suite d'une guerre nucléaire.
- Dans Warhammer 40000, les Dreadnoughts sont des machines de guerre conduites de l'intérieur par un soldat gravement mutilé, ce qui en fait une sorte de cyborg à la robotisation très poussée.
- Dans Cyberpunk 2077, le personnage d'Adam Smasher s'est installé de nombreux implants cybernétiques au point que la seule partie organique qui lui reste soit son cerveau et faisant de lui un mercenaire brutal et mortel.
- Dans l'univers Metroid, il existe plusieurs cyborgs : Ghor, un personnage sympathique apparu dans Metroid Prime 3 qui finit par être contrôlé par l'antagoniste, Weavel, un ancien pirate de l'espace laissé pour mort par Samus Aran, ainsi que Meta Ridley, l'ennemi juré de Samus ramené à la vie par la technologie pirate. Ceux-ci sont connus pour leurs expérimentations sur des êtres vivants et sur les membres de leur propre espèce. Certains pirates ont d'ailleurs vu leurs capacités augmenter grâce à des implants mécaniques et électroniques.

### Dans la musique
Le 1er décembre 2016, un an après la réédition de son album Feu, Nekfeu est sur la scène de l'AccorHotels Arena (Bercy) de Paris pour clore sa tournée Feu Tour ; lors de ce concert il annonce la sortie d'un nouvel album, Cyborg.

### Jeu de construction
Les personnages de Kopaka, Nuju, Pohatu (sa version redémarrée) et Nilkuu dans la franchise Lego Bionicle.